# Дејан Георгиевски
Дејан Георгиевски (Скопље, 8. мај 1999) македонски је репрезентативац у теквонду.

## Спортска каријера
Године 2018. Георгиевски је освојио сребрну медаљу у категорији преко 80 кг на Медитеранским играма у Тарагони.
Освојио је бројне медаље на разним такмичењима, укључујући Европски олимпијски квалификациони турнир, Председнички куп — Европски регион, Софија Опен, Туркиш Опен, Грчка Опен, Галеб Трофеј у Београду — Сербија Опен и Словенија Опен.
Заједно са Арбрешом Реџепи носио је заставу Северне Македоније на церемонији отварања Олимпијских игара 2020. у Токију (одржале се 2021. године због пандемије вируса корона). Освојио је 27. јула 2021. године историјску сребрну медаљу за Северну Македонију на играма у Токију. У финалу је поражен од Руса Владислава Ларина у категорији преко 80 кг. То је била друга медаља у историји Македоније.